# Teoria del comportamento pianificato
La teoria del comportamento pianificato è un modello che spiega il comportamento umano come conseguente ad un'intenzione a sua volta esito dell'interazione tra diverse credenze, ovvero l'atteggiamento, le norme soggettive dell'individuo agente e la percezione di controllo. Essa è un ampliamento della precedente Teoria dell'azione ragionata.

## Definizione
La TRA prevede che il comportamento sia preceduto dall'intenzione a metterlo in pratica; questa, a sua volta, è determinata in modo contemporaneo dall’atteggiamento verso il comportamento e dalle norme soggettive.  Nel 1991 Icek Ajzen, per superare i limiti della teoria dell'azione ragionata (TRA) di Martin Fishbein e Ajzen (1975), introduce un nuovo elemento, formulando così la teoria del comportamento pianificato (TPB dall'inglese Theory of planned behavior). La nuova variabile introdotta consiste nel controllo comportamentale percepito, cioè la percezione che un soggetto ha di poter (o riuscire a) mettere in atto il comportamento voluto. Questo controllo va ad influire sull'intenzione di attuare un dato comportamento e sull'effettivo comportamento stesso (per esempio in un'ottica di mercato questo comportamento potrebbe essere l'acquisto di un prodotto).
Il controllo comportamentale percepito va differenziato dal controllo effettivo reale, cioè l'effettivo controllo esercitato da parte della persona sul comportamento. Il controllo comportamentale percepito è, rispetto al controllo reale, un suo proxy, ovvero una sua misura indiretta e riguarda solo la percezione soggettiva, non l'effettivo controllo dell'individuo sul comportamento. Si differenzia inoltre dal locus of control. Si può avere un locus of control interno ma ritenere di non avere alcun controllo su un comportamento. Mentre il locus of control è la percezione di controllo interna o esterna dell'individuo mantenuta costante nella vita quotidiana, il controllo comportamentale percepito è unicamente situazionale, quindi legato al contesto del singolo comportamento considerato. Infine il controllo comportamentale percepito si differenzia dalla self efficacy, che anzi è considerata una sua parte. Alcuni ritengono di non poter considerare controllo comportamentale percepito e self efficacy come intercambiabili per differenze nella concettualizzazione dei due concetti. La autoefficacia è comunque una delle due componenti del controllo comportamentale percepito (l'altra è il controllo percepito).
Il controllo comportamentale percepito ha inoltre un'influenza diretta sul comportamento, ma l'intenzione di compiere il comportamento risulta ugualmente avere un'influenza maggiore sulla messa in atto del comportamento.
In questo contesto Ajzen introduce appunto il controllo comportamentale percepito nello schema di relazione e di influenza che l'atteggiamento ha sul comportamento.
Vengono così superati i limiti della TRA, la quale prevedeva una sistematica valutazione delle "norme soggettive" (le aspettative che altre persone per noi significative hanno rispetto al nostro comportamento, cioè approvazione o disapprovazione, e la nostra motivazione a compiacerle), la valutazione sistematica delle conseguenze del comportamento e la valutazione delle aspettative per il valore dell'oggetto del comportamento (ciò è meglio comprensibile sempre se si pensa all'acquisto di un prodotto).

## Campi di applicazione
Il modello è molto generale e non fa riferimento a comportamenti specifici. Questo lo rende applicabile a molti campi di studio, in particolare nell'ambito della psicologia sociale, adattandolo di volta in volte alle diverse credenze ricollegate al particolare tipo di comportamento oggetto di indagine. Questa caratteristica lo ha reso un modello molto popolare e largamente utilizzato come base teorica per moltissime ricerche in ambito psicologico.
La teoria del comportamento pianificato è molto utile, ad esempio, per spiegare tutti i comportamenti relativi alla salute, si vedano per questo le metanalisi di Conner e Armitage o Conner e Sparks sull'utilità di questa teoria in comportamenti relativi ad abuso di sostanze psicotrope, rischi per la salute, comportamenti sessuali, esercizio fisico, controlli medici e regimi dietetici.
La teoria è stata inoltre applicata alla Psicologia del Traffico.

## Critiche e limiti della teoria
Negli anni sono state avanzate alcune critiche al modello, molte delle quali basate sul fatto che esso risulta poco predittivo in molti studi empirici, spiegando spesso un basso tasso di varianza dei modelli statistici utilizzati per testarlo.
Questa condotta intenzionale, basata su un costante monitoraggio di costi e benefici del comportamento, non tiene conto del fatto che, in certe situazioni e contingenze, non sempre un soggetto ha a disposizione le risorse cognitive, temporali e motivazionali per poter analizzare e valutare in modo così accurato il proprio agire e le sue conseguenze. Inoltre, la teoria non fornisce indicazioni sui fattori che facilitano l’implementazione degli atteggiamenti attraverso il passaggio dalle intenzioni al comportamento. Alcuni ricercatori suggeriscono l'inclusione di variabili aggiuntive, come le emozioni e l'abitudine, per migliorare la capacità predittiva del modello.